# 9797 Раес
9797 Раес (9797 Raes) — астероїд головного поясу, відкритий 18 квітня 1996 року.
Тіссеранів параметр щодо Юпітера — 3,180.
Названо на честь фламандського письменника Хьюго Раеса (нід. Hugo Leonard Siegfried Raes; нар. 1929).